# كوجي كاناغاوا
كوجي كاناغاوا (باليابانية: 金川 幸司) (4 يوليو 1977 في هيغاشي-أوساكا في اليابان – )؛ هو لاعب كرة قدم سابق كان يلعب كمهاجم.